# Scautismo e guidismo in Italia
Lo scautismo e il guidismo in Italia sono presenti con circa 40 differenti associazioni e federazioni (contando anche quelle non più esistenti si supera il centinaio); insieme a Germania, Francia e Russia, l'Italia è tra i paesi con il movimento scout più frammentato.

## Storia dello Scautismo in Italia

### Le origini
Il primo esperimento italiano di scautismo risale alla primavera del 1910, per opera di Francis Vane, a Bagni di Lucca. Il 12 luglio 1910, con l'aiuto di un maestro locale, Remo Molinari, Vane fondò ufficialmente un primo reparto di scout con il nome di «Ragazzi Esploratori» (noti su molta carta stampata come Boy Knight, Ragazzi Patriotti (sic), Piccoli Esploratori della Pace, Giovani Esploratori, Piccoli Cavalieri del Mondo), da cui presero origine i «Ragazzi Esploratori Italiani» (REI), sezione italiana degli inglesi British Boy Scouts. Il 6 novembre 1910 il reparto fu presentato a re Vittorio Emanuele III, che villeggiava nella vicina tenuta di San Rossore.
Vane, convinto pacifista, era uscito qualche tempo prima per dissidi dall'associazione scout di Robert Baden-Powell (la Boy Scout Association), che considerava all'epoca troppo legata all'ambiente militare, e nel dicembre 1909 aveva accettato la carica onoraria di presidente dei British Boy Scouts e delle British Girl Scouts; nel febbraio 1910 aveva creato una solida alleanza con la Boys Life Brigade, sotto il nome di National Peace Scouts. Fu a questo punto che Vane venne in Italia, aprendo appunto il primo reparto di cui si è detto. Le due organizzazioni dissidenti vissero un paio di anni di forte crescita, per poi essere nuovamente eclissate dall'associazione di Baden-Powell.
A Genova un giovane maestro, Mario Mazza, aveva in precedenza (nel 1905) fondato una piccola associazione giovanile chiamata «Juventus juvat», composta da altri quattro giovani universitari che si dedicavano all'educazione di un gruppo di ragazzi denominato «Gioiosa». Alla notizia delle iniziative scout di Vane, Mazza gli scrisse una lettera di adesione. Quegli gli rispose di prendere contatto con il suo connazionale, il dottor James Spensley.
Spensley, medico di varie società inglesi di navigazione e popolare sportivo, fu uno dei principali promotori del gioco del calcio in Italia, entrando nel 1896 nel Genoa Cricket and Athletic Club. Spensley aveva iniziato a pensare al modo di introdurre lo scautismo in Italia e, venuto a conoscenza della prima iniziativa di sir Francis Vane, con cui era in contatto, lo invitò a Genova per tenere una conferenza sullo scautismo.
Il 13 novembre 1910 Vane tenne la conferenza sullo scautismo nella città ligure. Dopo la conferenza di Vane, si costituì, per iniziativa di Spensley un comitato per fondare una sezione dei REI. Il consiglio direttivo della sezione di Genova sarà composto, oltre che da Spensley in qualità di commissario, dal colonnello Ottavio Reghini come presidente e da Mario Mazza come segretario.
Il 18 e 19 dicembre dello stesso anno Vane organizzò a Firenze un convegno delle sezioni REI operative nel centro-nord Italia, durante il quale fu ufficialmente fondato il comitato regionale toscano e la struttura operativa dei Ragazzi Esploratori Italiani, che da quel momento assunsero in forma ufficiale questa denominazione; furono inoltre nominati i componenti del «comitato centrale». In quella occasione Francis Vane fu confermato «ispettore generale» della REI (figura equivalente a quella di capo scout d'Italia usata oggi); inoltre, l'associazione fu posta sotto l'alto patronato del Re.
La REI, che si diffuse ed ebbe ramificazioni in diverse località e regioni italiane, è pertanto la prima associazione scout italiana. Nel 1911 i REI contavano sezioni in Albinia, Brescia, Bardi, Bagni di Lucca, Firenze, Genova, Gallura, Giarre, Lucca, Messina, Milano, Modena, Molinella, Napoli, Perugia, Pisa, Pavia, Palermo, Pontedera, Roma, Venezia, Viareggio.
Tra il 1911 e il 1912 Mazza lasciò l'associazione per contrasti ideologici sorti con il presidente della sezione genovese, Ottavio Reghini, riguardanti l'aspetto confessionale. Mario Mazza ricostituì le sue Gioiose Liguri, questa volta in chiave scout e successivamente, nel 1915, le denominò RECI (Ragazzi Esploratori Cattolici Italiani). Nonostante il nome, quest'associazione non andò mai oltre i confini della Liguria. Alla piccola RECI, che confluirà in seguito nell'Associazione Scautistica Cattolica Italiana (ASCI), è da attribuire la primogenitura dello scautismo cattolico italiano.
I REI liguri confluirono, in seguito, in buona parte nel CNGEI. Il colonnello Reghini diventò presidente della sezione del CNGEI di Genova. Spensley, in qualità di commissario delegato ligure dei REI, continuò a occuparsi della costituzione delle sezioni di Genova e Savona e inoltre, in più occasioni, collaborò con il CNGEI fino allo scoppio della prima guerra mondiale.
Nel febbraio del 1913, Baden-Powell, ritornando dal viaggio di nozze insieme alla giovane moglie Olave, fece scalo a Napoli, per una visita alla città, agli scavi di Pompei e alla Reale Scuola Superiore di Agricoltura di Portici. Alla stazione di Portici ebbe la sorpresa di incontrare gli esploratori nautici della sezione locale dei REI collegata a quella di Napoli, i quali lo condussero a visitare la loro sede nel porto.
Nel luglio del 1913, una pattuglia formata da sette esploratori della REI (o, secondo altri, del CNGEI), condotta da Spensley, partecipò al primo grande raduno scout internazionale che si tenne nel Regno Unito, a Birmingham.
Altra iniziativa, intesa ad attuare e diffondere il movimento scout in Italia, si tenne a Milano nel 1910 a opera di un insegnante, Ugo Perucci. L'organizzazione assunse nel 1915 - dopo varie denominazioni - il nome di ARPI (Associazione dei Ragazzi Pionieri Italiani).
La prima associazione scout in Italia a diffusione nazionale e riconosciuta nacque nel 1912 per opera del dottor Carlo Colombo. Nel gennaio del 1912, Colombo terminò di scrivere lo statuto del suo movimento, diviso in due sezioni, maschile e femminile, che chiamò rispettivamente «Corpo dei giovani esploratori» e «Unione delle giovinette esploratrici», con lo scopo d'essere strumento educativo per tutti i ragazzi italiani. Con un gruppo di giovani della Società Sportiva «Podistica Lazio», Colombo compì un esperimento, avviato il 12 ottobre 1912, ai prati della Farnesina a Roma: fu un gran successo e da quell'iniziativa ebbe origine, all'interno della società, la quarta sezione, dedicata «all'istruzione premilitare, al tiro a segno e agli allievi esploratori». Quando si sentì pronto, Colombo si staccò dalla società sportiva dando vita al «corpo nazionale dei Giovani Esploratori D'Italia» (GEDI), ufficialmente fondato a Roma il 30 giugno 1913. Nel corpo nazionale confluirono gran parte delle sezioni dei Ragazzi Esploratori Italiani (REI). I giovani esploratori, in omaggio ai primi gruppi scout, usarono il giglio dei REI della sezione ligure, a cui fu aggiunto il cartiglio col motto «Sii preparato».
Nel novembre del 1914 risulta già costituita, a Roma, sempre per cura di Colombo, la sezione femminile che accolse le girl scouts, anche se i primi esperimenti di scautismo femminile furono condotti fin dal 1913. La presidenza della sezione di Roma fu assunta dalla baronessa Ferrero, con al suo fianco Mary Rossi (già collaboratrice in Inghilterra di Lady Baden-Powell) in qualità di capo reparto e commissaria. Nella primavera del 1915 la sezione romana delle esploratrici fu sciolta e prontamente ricostituita il 29 giugno 1915, quando si svolse l'assemblea costituente della «nuova» sezione di Roma delle giovinette esploratrici, che segnò la data ufficiale della nascita dell'Unione Nazionale delle Giovinette Esploratrici Italiane (UNGEI). Assunse la presidenza la principessa Anna Maria Borghese de Ferrari, mentre Mary Rossi fu rieletta commissaria.
Dal 5 maggio 1915 il CNGEI fu posto sotto l'alto patronato del Re. Il 21 dicembre 1916, il capo dello Stato, su proposta del ministro della Pubblica Istruzione Pasquale Ruffini, eresse il CNGEI in ente morale con decreto luogotenenziale, a riconoscimento della sua funzione educativa nei confronti della gioventù.
All'inizio gli ambienti e la stampa cattolica di stretta osservanza assunsero toni virulenti contro lo scautismo, avanzando argomenti di natura dottrinale e in particolare contro lo scautismo femminile che fu definito una «sconvenienza» e una «incredibile audacia»; inoltre molte polemiche furono sollevate dai cattolici circa il legame tra lo scautismo, ed in particolare dal CNGEI e la massoneria.
Nonostante ciò, dall'entusiasmo di pochi convinti estimatori che riuscirono a smorzare e superare le diffidenze e i toni delle gerarchie cattoliche si pensò di costituire, come si è accennato, un'associazione scout specificatamente cattolica e maggiormente legata alla gerarchia ecclesiastica, essendo le prime organizzazioni scout non confessionali. Quindi dopo il fallimento, nell'aprile 1915, degli accordi raggiunti tra la presidenza del Corpo Nazionale e le organizzazioni cattoliche della «Federazione delle Associazioni Sportive Cattoliche Italiane» (FASCI) e della «Società della Gioventù Cattolica Italiana» (SGCI), che diedero vita alla nascita di alcune sezioni e sottosezioni del CNGEI, come a Fermo, Milano, Roma, Siena e Spoleto, formati esclusivamente da giovani cattolici e che, di fatto, furono le prime unità della nascente associazione scout cattolica, il 16 gennaio 1916, nasceva l'ASCI (Associazione Scautistica Cattolica Italiana - Esploratori d'Italia) che ebbe ben presto l'approvazione pontificia. Il primo commissario centrale fu il conte Mario di Carpegna, guardia nobile del papa. Uno dei punti fondamentali della nuova associazione scout cattolica fu la catechesi.
Qualche mese più tardi, il 28 maggio 1916, nel Palazzo dei principi Doria a San Teodoro (Genova), alla presenza del commissario centrale il conte Mario di Carpegna, avviene la festa del rinnovo della promessa scout delle Gioiose Liguri dei RECI di Mazza che di fatto si unirono all'ASCI, avendo il diritto di mantenere la denominazione di Gioiose.
Alcuni giornali cattolici continueranno a battersi contro lo scautismo indistintamente, con immutato ardore, anche dopo la fondazione dell'ASCI, fino al momento in cui non interverranno i primi documenti pontifici.
Alla fondazione, l'ASCI adottò una bandiera bianca con giglio verde per distinguersi dal CNGEI che aveva bandiera verde con giglio giallo o bianco. Al verde, considerato indizio di influenze massoniche (ma era verde anche la bandiera dello scautismo inglese), l'ASCI volle abbinare il bianco, colore del papa. Inoltre, l'ASCI adottò il giglio del REI e quindi del Corpo Nazionale con la sola differenza della scritta, «Estote Parati», nel cartiglio. La sede centrale del CNGEI, dopo sterili polemiche, nell'ottobre del 1917 decise di modificare il proprio giglio.
Nel 1916, nel CNGEI fu costituita la classe speciale degli esploratori marini, fluviali e lacuali, sviluppando le attività già avviate dal 1915, formando dei reparti autonomi e separati da quelli degli esploratori comuni. Il primo convegno a carattere nazionale degli esploratori marini, fluviali e lacuali del CNGEI si svolse nel 1917. Campi marini nazionali si svolsero nel 1918, nel 1919, nel 1920 e nel 1922 a cui seguirono altri incontri nazionali. Importanti furono anche le imprese dei reparti fluviali e lacuali. Tra le specialità degli esploratori marini e fluviali è da ricordare gli «idro-ski», cioè speciali scivolatori sull'acqua, che destarono l'interesse di Baden-Powell. Nell'UNGEI non era previsto la classe marini, infatti le attività marine non erano una caratteristica del reparto ma un'attività.
Nel 1918, il vicepresidente e commissario generale delegato del CNGEI, professor Vittorio Fiorini, nella sua relazione al Convegno nazionale tenutosi a Roma, propose l'istituzione della classe «Seniori», vale a dire gli adulti scout. La proposta di Fiorini, approvata dagli Organi Statutari, ebbe pratica attuazione nel 1919 con l'istituzione degli Esploratori Seniori.
Nel 1920 si tiene il primo Jamboree mondiale, ospitato nell'area espositiva di Olympia, a Londra: presenti anche le delegazioni scout italiane dell'ASCI, composta da diciotto scout guidati da Mario Mazza e da Mario di Carpegna, e del CNGEI, formata da Carlo Ratti e Bruno Cavalieri Ducati. In contemporanea al Jamboree si tenne la prima conferenza internazionale per discutere sulla costituzione di un comitato internazionale permanente. L'ASCI e il CNGEI furono, in seguito alla loro partecipazione, dichiarate e registrate come soci fondatori della conferenza internazionale scout.
Nel luglio 1920, nel St Hugh's College di Oxford, in Inghilterra, si tenne il primo convegno delle associazioni di guidismo (chiamato anche scautismo femminile in alcuni paesi). Il convegno, che fu considerato la prima Conferenza internazionale del guidismo, vide la partecipazione dell'Italia con l'UNGEI.
Nel febbraio 1923, in seguito alla Conferenza internazionale scout di Parigi del 1922 che diversificò il movimento maschile e quello femminile, l'UNGEI con l'approvazione del nuovo statuto modificò il proprio nome in UNGVI (Unione Nazionale Giovinette Volontarie Italiane) con una fisionomia propria ed autonoma.
In questi anni si ebbe la prima idea di costituire in Italia una «Federazione» dello scautismo grazie alla piccola associazione dell'ARPI che propose al CNGEI e all'ASCI di gettare le basi per una intesa federativa, ottenendo in cambio un deciso rifiuto.
Probabilmente i tempi non erano ancora maturi: tra il 1927 e il 1928 il regime fascista sciolse le associazioni scout italiane per far confluire tutti i ragazzi nei Balilla.
Il 14 gennaio 1927, in seguito all'entrata in vigore della "Legge Balilla", il commissariato centrale dell'ASCI informò i dirigenti locali dell'obbligo di sciogliere i reparti nei centri inferiori a ventimila abitanti non capoluoghi di provincia, di applicare sulle bandiere e le fiamme dei reparti rimasti il simbolo del fascio littorio con la scritta ONB (Opera Nazionale Balilla) e di esporre nelle sedi un ritratto di Mussolini. Per di più l'Associazione fu costretta a cambiare il proprio nome in Giovani Esploratori Cattolici Italiani, mantenendo la sigla ASCI nella sottodenominazione di «Associazione Scolte Cattoliche Italiane».
Il 10 febbraio del 1927 per ordine del segretario generale del Partito Nazionale Fascista, Augusto Turati, l'Unione Nazionale Giovinette Volontarie Italiane venne sciolta. Il 31 marzo del 1927, dopo le prime pressioni della polizia su alcune sezioni, la presidenza generale del Corpo Nazionale, prevenne l'azione del Governo, disponendo la sospensione delle attività di tutte le sezioni e reparti del CNGEI.
Il 4 novembre 1927 anche la sede centrale dell'ARPI fu costretta a sciogliere i propri aderenti da ogni vincolo associativo. Il 22 aprile 1928 il commissariato centrale dell'ASCI emanò la circolare di scioglimento di tutti i suoi reparti in Italia. Lo scioglimento ufficiale dell’associazione avvenne il 6 maggio 1928 con la convocazione del consiglio generale che la dichiarava disciolta.
Nonostante ciò, alcuni gruppi in varie località d'Italia continuarono a praticare clandestinamente lo scautismo, dando vita alla cosiddetta "Giungla silente" (il nome dato dal CNGEI al periodo clandestino; termine, ormai, utilizzato dallo scautismo italiano per indicare tale contesto storico). Alcuni di questi scout clandestini presero parte alla Resistenza. Il più famoso di questi gruppi fu quello delle Aquile randagie, a Milano. Inoltre, alcuni scout sia dell'ASCI sia del CNGEI parteciparono ai tre jamboree del periodo fra lo scioglimento e lo scoppio della seconda guerra mondiale.

### Il dopoguerra
Alla caduta del regime fascista nel 1943, grazie all'incoraggiamento del Governo provvisorio alleato, le associazioni scout italiane (per prima l'ASCI e il CNGEI e poi l'UNGEI, ricostituita con la denominazione originaria, tuttavia sostituendo «giovinette» con «giovani») poterono iniziare a riorganizzarsi e riprendere le loro attività, nel 1944 nel Meridione liberato e nel 1945 in tutta Italia. Il 28 dicembre del 1943, nelle Catacombe di Priscilla a Roma, in gran clandestinità, vennero pronunciate le prime promesse delle guide italiane che avrebbero portato alla fondazione del guidismo cattolico: l'AGI (Associazione Guide Italiane).
Il commissariato centrale dell'AGI venne ufficialmente fondato il 13 agosto del 1944. L'8 dicembre 1944 l'AGI fu riconosciuta dalla Santa Sede. Vi fu in quel periodo un tentativo di dare vita ad una sola associazione scout italiana; poi finalmente dopo laboriose trattative il 21 novembre 1944 a Roma venne firmato tra le due associazioni, ASCI e CNGEI, l'atto costitutivo della Federazione Esploratori Italiani seguito più tardi il 27 luglio 1945 dal ramo femminile, AGI ed UNGEI, che diedero vita alla Federazione Italiana Guide ed Esploratrici. Le due federazioni furono ufficialmente riconosciute dai movimenti mondiali scout e guide. Nel 1945 nel CNGEI oltre alle tre classi giovanili (lupetti, esploratori e scolte dal 1948 pionieri, corrispondenti all'attuale branca rover) sono previsti i senior. Anche l'UNGEI nel 1946 aggiunge alle tre classi giovanili (primule, esploratrici e scolte), le seniores (o fiamme). Nel 1949 il CNGEI inquadrava i seniores nella quarta classe dell'organizzazione scout. Nel 1951, a Firenze nasce il Gran Clan Nazionale Seniores. Dal 1954 il Gran Clan diviene Clan Nazionale Seniores Scout Italiani.
Nel 1949 nel CNGEI iniziano le attività degli scouts dell'aria a cui seguì l'organizzazione di un primo corso di cultura aeronautica scout, organizzato presso la Scuola di Guerra Aerea di Firenze-Cascine.
Alla fine degli anni Sessanta, evidenti difficoltà materiali e logistiche bloccarono lo sviluppo e le attività degli scouts dell'aria all'interno del Corpo. Nello stesso anno un contingente italiano partecipa al 4º World Scout Moot, il primo dopo la guerra. In quell'occasione ha rilevanza europea l'impresa della Freccia Rossa della Bontà organizzata dall'ASCI.
Nell'ottobre del 1952 era stata ridata vita a Torino all'ARPI, con il nome, «più consono ai tempi», di ABSI (Associazione Boy Scout d'Italia), d'ispirazione pluriconfessionale. Verso il 1958 e il 1959, l'associazione cessò le sue attività.
Nel 1953, a Lucerna, venne fondato l'Amicizia internazionale degli Adulti Scout e Guide (successivamente diventata International Scout and Guide Fellowship) e il Gran Clan Nazionale Seniores del CNGEI fu uno dei membri fondatori.
Nel giugno del 1954 le «Compagnie dei Cavalieri di san Giorgio», quarta branca dell'ASCI nata nel 1944, diventarono autonome fondando il MASCI (Movimento Adulti Scout Cattolici Italiani). Il MASCI si federò con il Clan Nazionale Seniores Scout Italiani nella FIAS (Federazione Italiana Adulti Scout) riconosciuta dall'Amicizia Internazionale Adulti Scout e Guide. Tra la metà degli anni Sessanta e Settanta, lo scautismo italiano visse una profonda crisi, relativa all'applicazione del metodo, conoscendo sconvolgimenti e scissioni, portando, parallelamente allo scautismo ufficiale, al moltiplicarsi di nuove realtà associative.
Il 22 giugno del 1965, l'ingegner Aldo Marzot, già Capo Scout del CNGEI e poi fuoriuscitone, fondò a Roma l'Assoraider (Associazione Italiana di Scautismo Raider), d'ispirazione «aperta» (pluriconfessionale), non riconosciuta a livello internazionale.
All'interno all'ASCI come pure nell'AGI si aprì un dibattito teso al rinnovamento. Il dibattito portò a numerose novità nell'ASCI (nuovo sentiero, smitizzazione del capo, istituzione delle comunità capi, passaggio all'uniforme grigia in quanto meno militaristica). Questa evoluzione dell'ASCI non fu indolore. Quello che la maggior parte dell'associazione ritenne un utile progresso causò comunque forti controversie e molti capi uscirono dall'ASCI. L'AGI, addirittura, arrivò quasi sul punto di abolire l'uniforme. Il 4 maggio 1974, per decisione dei Consigli generali dell'ASCI e dell'AGI, nasceva l'AGESCI (Associazione Guide e Scouts Cattolici Italiani), che tenendo conto delle evoluzioni educative e pedagogiche del tempo, introduceva la coeducazione, la possibilità cioè di educare insieme i ragazzi e le ragazze prevedendo anche attività in comune.
Alcuni capi educatori romani dell'ASCI e dell'AGI, contrari all'unificazione dei due rami maschile e femminile, fondarono il 14 aprile del 1976 una seconda associazione scout dichiaratamente cattolica, l'Associazione Italiana Guide e Scouts d'Europa Cattolici appartenente alla Federazione dello Scoutismo Europeo, conosciuti più comunemente come FSE o «Scouts d'Europa». Questa organizzazione, come si evince dal nome, aderì alla UIGSE-FSE (Unione Internazionale delle Guide e Scouts d'Europa - Federazione dello Scoutismo Europeo), struttura internazionale non riconosciuta dai movimenti mondiali scout e guide. La FSE è caratterizzata da un metodo educativo fondato sull'intereducazione.
La Conferenza Episcopale Italiana riconobbe quasi immediatamente (1976) l'AGESCI come associazione ecclesiale; l'FSE ottenne il medesimo riconoscimento da parte della CEI solo molti anni più tardi, con decreto del 15 ottobre 1998. Il 26 agosto 2003, inoltre, il Pontificio Consiglio per i Laici concesse il riconoscimento alla UIGSE-FSE, riconoscendo per la prima volta nel mondo un movimento scout cattolico che non aderiva alla Conferenza internazionale cattolica dello scautismo o alla Conferenza internazionale cattolica del guidismo.
Con l'approvazione del nuovo statuto, il 26 maggio del 1976, con Decreto del presidente della Repubblica, avvenne l'unificazione totale del CNGEI e dell'UNGEI nel «Corpo Nazionale Giovani Esploratori ed Esploratrici Italiani». Il CNGEI si orientò ad una sempre maggior qualificazione in senso laico e pluralista. Inoltre, nello stesso anno, per motivi di politica associativa il Clan Nazionale Seniores Scout Italiani confluì nel CNGEI e diede origine alla «Quarta Branca». Nel 1986 si eliminò la dicitura Quarta Branca sostituendola con quella di «Branca Senior». Dal 1992 non esiste più la Branca Senior ma solo i «Senior».
Nel 1986, con lo scioglimento delle strutture federali maschili FEI (Federazione Esploratori Italiani) e femminili FIGE (Federazione Italiana Guide Esploratrici), si diede vita alla FIS (Federazione Italiana dello Scautismo), riconosciuta in Italia come unico membro dell'Organizzazione Mondiale del Movimento Scout (OMMS) e dell'Associazione Mondiale Guide ed Esploratrici (AMGE).
La FSE non fu la sola associazione nata da una scissione. Nello scautismo italiano a partire dalla fine degli anni Settanta continuarono a formarsi ulteriori realtà associative, spesso minori e a carattere locale. Queste derivano in parte da frammentazioni dalle associazioni maggiori, in parte da situazioni contingenti delle realtà locali. Nel 1986 quattro di queste piccole associazioni scout italiane si riunirono su base federativa dando vita alla FederScout, originariamente denominata Federazione Scautistica Italiana e successivamente ribattezzata Federazione del Movimento Scout Italiano, che aderisce alla WFIS World Federation of Independent Scouts, un'organizzazione scout internazionale non riconosciuta dai Movimenti Mondiali dello scautismo e del guidismo.

## Associazioni scout in Italia

### Associazioni scout italiane cessate o confluite in altre associazioni
A
- AISA Associazione Italiana Scouts Avventisti, aderente al movimento internazionale EUD Pathfinder.
- ABSI: Associazione Boy Scout Italiani - fondata nel 1952 da ex capi dell'ARPI, l'associazione era apolitica e pluriconfessionale; esisteva anche un ramo femminile. Si sciolse nel 1958.
- AGES: Associazione Giovani Esploratori Siciliani - fondata nel 1944 a Palermo da ex capi del CNGEI aderenti al movimento indipendentista siciliano.
- AGI: Associazione Guide Italiane - fondata nel 1943, confluita insieme con l'ASCI nel 1974 nell'AGESCI.
- ARPI: Associazione dei Ragazzi Pionieri Italiani - fondata nel 1912 a Milano dall'insegnante Ugo Perucci; proseguì le attività in maniera autonoma fino allo scioglimento nel 1927 per opera del Fascismo.
- ASCI: Associazione Scautistica Cattolica Italiana - Esploratori d'Italia, in seguito "Associazione Scouts Cattolici Italiani" - fondata dal conte Mario di Carpegna nel 1916, sciolta nel 1928, ricostituita nel 1944, confluita insieme con l'AGI nel 1974 nell'AGESCI. Il nome fu ripreso nel 1997 da un'altra associazione ("Nuova ASCI").
- ASGE: Associazione Scout e Guide d'Europa - separatasi dall'FSE nei primi anni ottanta, il 5 agosto del 1997 l'ASGE cambiò nome in "Associazione Scautistica Cattolica Italiana - Esploratori d'Italia", meglio conosciuta come "Nuova ASCI". L'associazione abbandonò la FederScout e si federò nella WFIS.
- A.U.G.E. – Italia: l'Associazione Unionista Giovani Esploratori – Italia, di provenienza GEI, nacque a Firenze nel 1947 e aveva anche una sezione femminile. Era sotto l'alto patronato dell'Ordine Capitolare di S. Huberto di Lorena e di Bar.

C
- Centro Italiano Liberi Scout - fondato a Milano nel 1958 da Ugo Perucci.
- CNGEF: Giovani Esploratori Friulani - fondati nel 1924 a Udine.
- CNGEI: Corpo Nazionale dei Giovani Esploratori Italiani - Boy Scout d'Italia - fondato da Carlo Colombo nel 1912 e spesso detto più semplicemente GEI, cessò le attività nel 1927 e le riprese nel 1944, confluito insieme con l'UNGEI nel 1976 nel "Corpo Nazionale Giovani Esploratori ed Esploratrici Italiani".
- CNS: Centro Nautico Scout – Fu tra le associazioni fondatrici della FederScout. Il CNS di Roma preparava i ragazzi e le ragazze da 8 anni in poi nelle molteplici tecniche nautiche (canoa, rafting, vela, kayak). Il CNS si è sciolto nel marzo del 2006.

E

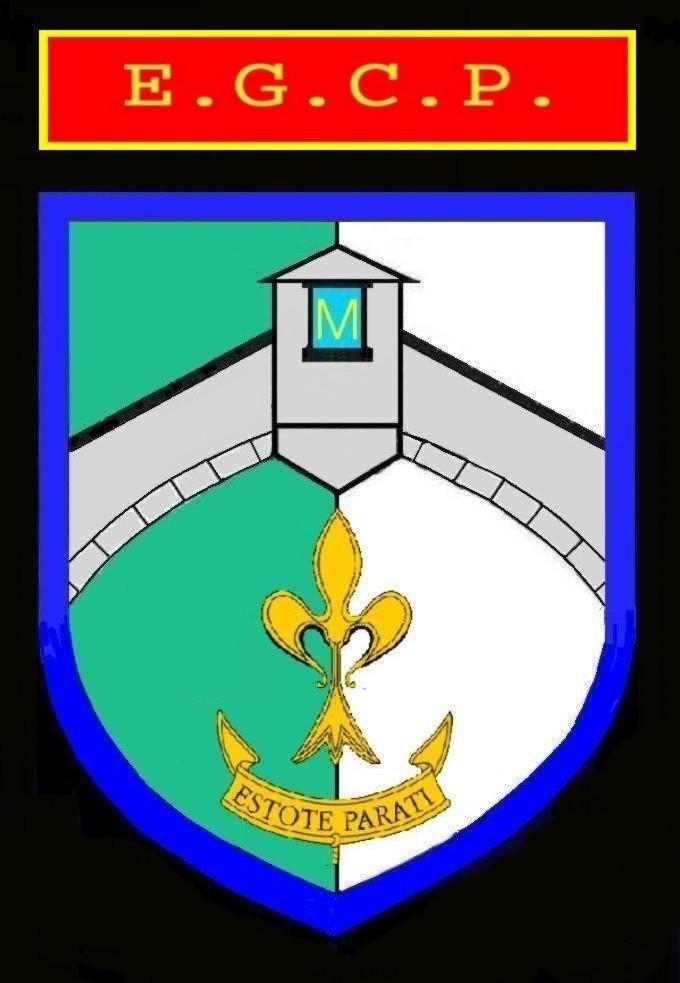
Distintivo EGCP

- EGCP: Esploratori e Guide Cattolici Pontederesi - fondata a Pontedera (PI) nel 1994 e proveniente dall'AGESCI; confluì nel 1995 nella FSE.
- EUELPI - fondata a Milano nel 1912.
- Federazione Gruppi e Ceppi Scout Cattolici – Treviso - il ceppo Treviso 1 e il gruppo Treviso 2 non aderirono all'Agesci e diedero vita l'11 novembre del 1974 a questa organizzazione che in seguito entrò nella Associazione Italiana Guide e Scouts d'Europa Cattolici.

F
- FEI: Federazione Esploratori Italiani - costituita nel 1944, era l'organizzazione maschile di coordinamento dell'ASCI e del CNGEI, era membro riconosciuto dell'Organizzazione Mondiale del Movimento Scout (OMMS/WOSM); nel 1986 si è fusa con la FIGE nella FIS.
- FIGE: Federazione Italiana Guide ed Esploratrici - costituita nel 1945, era l'organizzazione femminile di coordinamento dell'AGI e dell'UNGEI, era membro riconosciuto dell'Associazione Mondiale Guide ed Esploratrici (AMGE/WAGGGS); nel 1986 si è fusa con la FEI nella FIS.

G
- GECI: Giovani Esploratori Cattolici Italiani - fondati nel 1913 a Udine, confluirono nel 1916 nell'ASCI.
- GESI: Giovani Esploratori Siciliani - fondata nel 1924 a Catania da alcuni scout usciti alle altre associazioni maggiori.
- GGE: Gruppo Giovani Escursionisti fondato a Messina il 4 febbraio 1974 da Antonio Dolci, sciolto dopo 8 anni.
- GNS: Gioventù Nuova Scout - fondata a Castelnuovo di Val di Cecina (PI) nel 1979 e proveniente dall'AGESCI; ha svolto attività scout durante gli anni ottanta e novanta in collaborazione con i locali gruppi AGESCI.
- Gruppo Esploratori Stella Polare - Nato nel 1985 da un gruppo AGESCI a Prosecco (precisamente nella frazione di Valdobbiadene, TV). Nel 2004 e entrato a far parte dell'AVSC (Associazione Veneta Scout Cattolici).
- Gruppo Scout Collegio Armeno Mechitarista - fondati nel 1925 a Milano. In realtà era un gruppo ASCI di liturgia Armena.
- Gruppo Scout San Vigilio Trento 1 - Gruppo Scout San Giovanni Bosco Pergine 1 - i gruppi Trento 1 e Pergine 1, non crearono nessuna Associazione, ma proseguirono le attività in autonomia reciproca dal 1973 al 1983. Dal 1983 in poi, entrambi i gruppi aderiscono all'Associazione FSE.
- Gruppo Scout Valdelsa - Alberto d'Albertis: con sede a Poggibonsi (SI), presso il Castello della Magione. Il gruppo scout nasce nel 1968 in seno all'ASCI, non aderendo all'AGESCI nel 1974 e divenendo indipendente. Nel 1976 è tra i gruppi fondatori della FSE, dove rimarrà per numerosi anni: successivamente sorgono alcuni contrasti con una parte della dirigenza nazionale. Tali divergenze portano negli anni '90 all'uscita dalla FSE e alla adesione alla Nuova ASCI. Il gruppo ha come Ente Promotore la Militia del Tempio, associazione ispirata ai valori dei cavalieri templari di cui è fondatore e Gran Maestro il conte Marcello Alberto Cristofani, storico capo del gruppo scout. Il gruppo adotta uniformi ed una metodologia scout molto simile a quella degli Scout d'Europa: è caratterizzato nella spiritualità e nella Liturgia dall'uso della messa tridentina e del Canto gregoriano.

O
- OPFB - scout nautici di Trieste, fondati nel 1915 mentre la città faceva parte dell'Impero austro-ungarico.

P
- Piccoli Esploratori della Pace - fondati nel 1909-1910 a Milano dall'insegnante Ugo Perucci e divenuta ARPI dopo vari cambiamenti di nome (Associazione Milanese Ragazzi Pionieri; Associazione Nazionale Ragazzi Pionieri).
- Piccoli Esploratori Italiani - fondati a Genova del 1925 e conosciuti anche come le Seconde Gioiose di Mario Mazza.

R
- RECI: Ragazzi Esploratori Cattolici Italiani - costituiti nel 1915 a Genova dal pedagogista Mario Mazza, che tra il 1911 e il 1912 ricostituì in chiave scout Le Gioiose, fondate nel 1905 e fuoriuscite dalla sezione REI di Genova; confluirono nel 1916 nell'ASCI.
- REI: Ragazzi Esploratori Italiani - prima associazione scout italiana, fondati da Sir Francis Vane e dal maestro Remo Molinari nel 1910 a Bagni di Lucca e confluiti durante la prima guerra mondiale nel CNGEI.

S
- Scout Volantini - fondati a Viareggio nel 1924.
- Slovenske Goriške Skavtinje: Guide Slovene di Gorizia nati nel 1963. Associazione cattolica femminile degli sloveni di Gorizia fusasi nel 1976, insieme alle altre associazioni scout di sloveni in Italia, nella Associazione scouts sloveni in Italia (SZSO).
- Slovenski Goriški Skavti - SGS: Scout Sloveni di Gorizia nati nel 1964. Associazione cattolica maschile degli sloveni di Gorizia fusasi nel 1976, insieme alle altre associazioni scout di sloveni in Italia, nella SZSO.
- Slovenske Tržaške Skavtinje: Guide Slovene di Trieste nati nel 1957. Associazione cattolica femminile degli sloveni di Trieste fusasi nel 1976, insieme alle altre associazioni scout di sloveni in Italia, nella SZSO.
- Slovenski Tržaški Skavti - STS: Scout Sloveni di Trieste nati nel 1951. Associazione cattolica maschile degli sloveni di Trieste fusasi nel 1976, insieme alle altre associazioni scout di sloveni in Italia, nella SZSO.

U
- UNGEI: Unione Nazionale delle Giovinette Esploratrici Italiane - Girl Scout d'Italia - fondata nel 1915, nel 1924 modifica il proprio nome in Unione Nazionale Giovinette Volontarie Italiane, sciolta nel 1927, ricostituita nel 1945, confluito insieme con il CNGEI nel 1976 nel "Corpo Nazionale Giovani Esploratori ed Esploratrici Italiani".

### Associazioni scout italiane esistenti
L'Organizzazione Mondiale del Movimento Scout (OMMS/WOSM) riconosce una sola associazione o federazione per nazione:
- FIS: Federazione Italiana dello Scautismo, fondata nel 1986 dall'unione di FEI e FIGE è membro sia dell'OMMS che dell'AMGE; riunisce in Italia l'AGESCI e il CNGEI.
  - AGESCI: Associazione Guide e Scout Cattolici Italiani, nata dalla fusione di ASCI ed AGI, è l'associazione più grande esistente in Italia ed una delle più grandi in Europa, con 184.941 iscritti al 2017.[5]
Le seguenti associazioni hanno delle intese con l'Agesci, pur non facendone parte:
    - AIC: Associazione Italiana Castorini - fondata nel 1987 è una associazione monobranca prelupetti[6], appoggiata all'AGESCI con un protocollo d'intesa. I capi non sono solo membri dell'AGESCI ma hanno una formazione curata dall'AIC, le "colonie" sono parte dei gruppi AGESCI;
    - SP: Südtiroler Pfadfinderschaft - Boyscout Alto Adige - fondati nel 1973 in Alto Adige (Sud Tirolo) delle minoranze linguistiche tedesca e ladina; la "Die Südtiroler Pfadfinderschaft" è una associazione cattolica basata sul metodo degli Scout Tedeschi San Giorgio (DPSG); ha accordi e partecipa agli eventi internazionali con l'AGESCI.

  - CNGEI: Corpo nazionale giovani esploratori ed esploratrici italiani, anche detto GEI, associazione laica e pluralista con 13.932[7] soci al 2017.

Ugualmente l'Associazione Mondiale Guide ed Esploratrici (AMGE/WAGGGS) riconosce una sola associazione o federazione per nazione:
- FIS: Federazione Italiana dello Scautismo; vedi sopra.

#### Non riconosciute a livello mondiale
- Associazione italiana guide e scouts d'Europa cattolici, detti più comunemente Scouts d'Europa o FSE[8] membro dell'Unione Internazionale delle Guide e Scouts d'Europa - Federazione dello Scautismo Europeo (UIGSE-FSE).
- Confédération Européenne de Scoutisme (CES), nata da una scissione della FSE, in Italia comprende:[9]
  - FSI: Federazione Scautistica Italia che comprende due associazioni di cui una è:[e la seconda?]
  - Nuova ASCI: Associazione Scautistica Cattolica Italiana - Esploratori d'Italia, più conosciuta come "Nuova ASCI", per distinguerla dalla storica associazione con lo stesso nome esistente dal 1916 al 1974 e che prosegue tuttora le sue attività nell'AGESCI (nata dalla fusione di ASCI e AGI).
- World Federation of Independent Scouts (WFIS) comprende in Italia diverse associazioni federate:
  - ASSISCOUT: Associazione Indipendente Scout – nata nel 1986 come "ARCISCOUT", è un'associazione laica e pluriconfessionale con unità miste; nel 2000 ha cambiato nome in quello attuale.
  - F.I.G.E.: Federazione Italiana delle Guide ed Esploratori. Full Member dal febbraio 2009 come Sezione Scout di Gela "Fabio Rampulla" - ex sezione del CNGEI di Gela divenuta indipendente nel 2001.
  - AEGI: Associazione Scouts Cattolici Italiani - Esploratori e Guide d'Italia – nata per scissione dalla nuova Asci, nel 2008 con 618[8] associati. Dal 30 gennaio 2010 è membro effettivo della WFIS, il suo ingresso effettivo in WFIS è avvenuto con votazione unanime.
  - FEDERSCOUT: Federazione del Movimento Scout Italiano – fondata nel 1986, fino a giugno 2006 era denominata Federazione Scautistica Italiana, dal 1987 a gennaio 2008 ha aderito alla CES. Da fine gennaio 2008 aderisce alla WFIS. Comprende le seguenti associazioni locali e/o regionali, ed ha circa 4.000 soci:
  - ASSORAIDER: Associazione Italiana di Scautismo Raider – fondata da Aldo Marzot nel 1965, proveniente da una divisione del CNGEI; inizialmente era sorta come "quarta branca" per adulti, in seguito fu aperta anche alle altre branche, prima monosessuali e successivamente miste.
- AISA: Associazione Italiana Scout Avventista – affiliata al Pathfinders International conta 996[8] soci.
- Royal Rangers Italia – Associazione Scout Evangelica affiliata a Royal Rangers International.
- AP Scout: Scouts del Sacerdozio di Aronne – Associazione scout della Chiesa di Gesù Cristo dei Santi degli Ultimi Giorni fondata a Roma il 18 giugno 1988. Gli AP SCOUT (la sigla "AP" significa Aaronic Priesthood cioè "Sacerdozio di Aronne") appartengono ad una organizzazione scout della Chiesa Mormone molto diffusa negli Stati Uniti (dove fanno parte dei Boy Scouts of America, rappresentandone una delle componenti più numerose e visibili). La sezione italiana degli Scout del Sacerdozio ha operato in varie città italiane e dopo qualche anno di inattività era stata rifondata nel 2002 a Torino. Dal 2005 gli A.P. torinesi erano affiliati alla FederScout ma il gruppo ha terminato le attività nel 2006. Oltre a Torino, sono rinati dei gruppi a Milano e a Taranto e sono attivi ma non membri della FederScout.

##### Associazioni scout indipendenti
- AGGS: Associazione Gruppi Guide e Scout - fondata nel 1977 a Varese e proveniente dall'AGESCI. Vicina a Comunione e Liberazione.
- AMIS: Amici delle Iniziative Scout - fondati nel 1983 a Trieste da un gruppo di capi e genitori usciti dal CNGEI; fondò la FederScout uscendone però nel 2002.
- ASEI: Associazione Scout Evangelici Italiani - fondata nel 1988 da alcuni membri della chiesa evangelica romana come "Gruppo Scout Evangelici di Roma", ha preso il nome attuale nel 1994.
- Associazione Scout La Salle: nata nel 1980 a Guardia Sanframondi (Benevento) come "Movimento d'Iniziativa Scout", passò successivamente all'AGESCI, dalla quale uscì nell'anno scout 1990/91 prendendo l'attuale denominazione.
- BPSI: Baden Powell Scout Italia - fondata nel 2016 con un obiettivo di laicità.
- FIAAS RAIDER: Federazione Italiana Associazioni di Adulti Scout e Raider
  - Adulti Scaut Raider Calabria
  - Associazione Adulti Raider Como Cantù
  - Associazione Adulti Raider Flumini
- Fe.G.E.I.: Federazione dei Giovani Esploratori Italiani
  - GEI - FVG: Giovani Esploratori Italiani del Friuli-Venezia Giulia - fondati nel 2005 da una parte della sezione di Trieste del CNGEI;
  - ScoutProm: Associazione per la formazione dello scoutismo nato nel 1991 da adulti scout del CNGEI della sezione di Trieste;
  - GEI-Puglia: Giovani Esploratori Italiani della Puglia - fondati nel 2006 a Taranto.
- CISC: Confederazione Italiana dello Scautismo Cristiano - nata nel 2010, raccoglie associazioni di ispirazione cattolica, per la maggior parte aderenti alla FederScout (Associazione Gruppo Pescara 1º Santo Spirito, Associazione Gruppo Scout Pescara 2º Sacro Cuore di Gesù, Gruppo degli Scout di San Casciano Val Di Pesa, Associazione Movimento per Moscufo, Associazione Scout Vega).
- Gruppo Scout Pablo Neruda: fondato a Padova nel 1991.
- PCS: Protezione Civile Scout Cattolici Italiani - fondati nel 2002 in Puglia.
- RMV: Rod Modrega Vala - Gruppo dell'Onda Blu. Associazione culturale laica di sloveni in Italia che ha aderito allo scautismo da diversi anni.
- Scout Ranger: associazione nata a Nonantola nel 1986.
- SSB: Associazione Guide e Scouts San Benedetto, nata a Palermo il 7 dicembre 1990. Proveniente dalla FSE, si ispira alla spiritualità benedettina.
- SZSO: Slovenska Zamejska Skavtska Organizacija - fondata nel 1976 dall'unione delle associazioni di scout e guide cattoliche slovene di Trieste e Gorizia.

### Associazioni straniere con presenza in Italia
- Boy Scouts of America (BSA)
- Girl Scouts of the USA (GSUSA)
- Vietnamese Scout Association-Hoi Huong Đao
- Scouts Unitaires de France
- Hashomer Hatzair – in italiano "La Giovane Guardia", ebraica.
- The Scout Association (Regno Unito)
- Girlguiding UK

### Associazioni e Comunità Scout inter-associative
- Associazione Italiana Collezionisti Scout (AICoS)
- Associazione Italiana di Scout Filatelia (AISF)
- Comunità Scout di Soviore, nata presso il Santuario di Nostra Signora di Soviore
- Foulards Bianchi

#### Centri studi e altro
- Scuola Nazionale Formazione Scout (SNFS) con sedi in Liguria e Piemonte
- Centro Sardo Studi e Documentazioni Scout
- Centro Studi e Documentazione dello Scautismo Umbro Cesare Poletti ed Alberto Rondoni con sede a Perugia
- Centro Documentazione Agesci, con sede a Roma
- Centro Studi Scout "Eletta e Franco Olivo" del CNGEI, con sede a Trieste
- Centro Studi Scout No Frontier, con sede a Talsano affiliato alla Fe.G.E.I.
- Centro Studi e Documentazione Scout Mario Mazza, con sede a Genova
- Centro Studi e Documentazione Agesci Sicilia, con sede a Gravina di Catania
- Centro Studi Scout "San Giorgio", con sede a Taranto
- Centro Scout di Sant'Antimo, Abbazia di Sant'Antimo
- Consorzio Interscout, servizi per lo scautismo (assicurazione, ecc.)
- Centro Studi e Documentazione Ente Educativo Monsignor Andrea Ghetti "Baden" con sede a Milano

## Storia delle piccole associazioni scout e dei gruppi scout locali

### Associazione Giovani Esploratori Sardi
L'Associazione Giovani Esploratori Sardi - Boy scouts de Sardigna (AGES) nasce nell'aprile del 1979 a Cagliari ed è una associazione scout a vocazione regionale. Nata grazie al contributo e alla buona volontà di genitori interessati allo scautismo, ha ereditato un certo numero di capi che fino a quel momento avevano prestato il proprio servizio nel Corpo nazionale giovani esploratori ed esploratrici italiani (CNGEI). L'intendimento della nuova associazione scout era quello di valorizzare lo scautismo sardo e la cultura sarda e di promuovere con forza la pluriconfessionalità secondo l'originale idea del fondatore del movimento, Robert Baden-Powell. Nel 1986 l'AGES ha dato vita, assieme ad altre piccole realtà scout italiane, sciolte dalle due principali associazioni federate nella FIS, ad una federazione denominata FederScout, Federazione del movimento scout italiano.

Il metodo che l'AGES utilizza nell'educazione dei ragazzi ha sempre come riferimento primo il pensiero e le idee del fondatore, dalle quali non è possibile prescindere se si vuole applicare correttamente il sistema educativo scout. L'AGES incoraggia e promuove lo sviluppo dei quattro punti fondamentali della formazione scout indicati da Baden-Powell (carattere, salute e forza fisica, abilità manuale, servizio verso il prossimo) attraverso le branche giovanili, ciascuna secondo le proprie peculiarità. Questo tuttavia non preclude aggiornamenti dettati dal cambiare dei tempi, della società, delle esigenze dei soci educandi. La formazione spirituale, che è parte integrante del metodo scout, è perseguita con la valorizzazione del credo religioso di ciascuno, senza preclusioni o distinguo.
| Suddivisione in branche | Suddivisione in branche | Suddivisione in branche | Suddivisione in branche |
| Nome branca             | Fascia d'età            |                         |                         |
| ----------------------- | ----------------------- | ----------------------- | ----------------------- |
| castorini               | 5-7/8 anni              |                         |                         |
| lupetti                 | 7/8-11/12 anni          |                         |                         |
| esploratori             | 11/12-15/16             |                         |                         |
| Rover                   | 15/16-19/20/21 anni     |                         |                         |
|                         |                         |                         |                         |

L'AGES sperimenta dal 1993 una branca castorini, ancora poco diffusa a livello nazionale.
Le unità giovanili sono riunite in gruppi, dotati di autonomia finanziaria e amministrativa. Essi possono prevedere anche una unità di adulti (Klan) che non prestino la loro opera come educatori.
L'AGES, che conta poco meno di settecento soci, ha un carattere prettamente regionale ed è diffusa in Sardegna, con forte prevalenza nella provincia di Cagliari e nella zona della Trexenta con 11 gruppi attivi.
Sin dalla sua fondazione, l'AGES organizza una scuola di formazione capi. Essa è complementare alla scuola capi della FederScout a livello nazionale, organizzata secondo il cosiddetto metodo Gilwell. La formazione capi interna ha assunto ruolo di scuola preliminare, propedeutica al servizio dei rover nelle altre unità giovanili e utile agli adulti che si avvicinano allo scautismo per la prima volta.

### Associazione Italiana Scout Avventista
L'Associazione Italiana Scout Avventista (AISA) è un'associazione gestita dalla Chiesa cristiana avventista del settimo giorno. È presente in Italia con questo nome dagli anni novanta e istituzionalizza il percorso già iniziato in molte chiese già nei primissimi anni settanta.
L'AISA fa parte della Gioventù Avventista ed è così suddivisa:
- Gemme, dai 3 ai 5 anni, (a partire, in via ufficiale, da settembre 2017)
- Tizzoni, dai 6 agli 11 anni,
- Esploratori, dai 12 ai 16 anni,
- Compagnon, dai 16 ai 21 anni.

Le fasce di età superiori, ad eccezione dei responsabili, non rientrano nell'AISA.
Come ogni associazione scout si basa su valori comuni a tutti gli scout. Le fasce d'età hanno una propria legge, un proprio motto ed un proprio impegno. Gli scout indossano la loro uniforme durante i loro incontri. I valori base sono: la natura, il servizio e la testimonianza.
È affiliata al Pathfinders International.

### Associazione Scautistica Cattolica Italiana

Giglio ASCI con cartiglio e motto

L'Associazione Scautistica Cattolica Italiana (Nuova ASCI) è un'associazione nata nel 1997, ispirandosi, solo nel nome, ad un'omonima associazione del passato (Associazione Scouts Cattolici Italiani).
Il 5 agosto 1997, a Roma, l'Associazione Scout e Guide d'Europa (ASGE) decise di cambiar nome in A.S.C.I. (Associazione Scautistica Cattolica Italiana), solitamente indicata come "Nuova ASCI" per evitare confusioni con la storica ASCI del 1916.
Nel 1998, ad appena un anno dalla nascita della nuova associazione, i gruppi Frascati 10 e Roma 51 della Nuova ASCI se ne staccarono e fondarono l'Associazione Scautistica Europea (ASE), riprendendo il vecchio stemma dell'ASGE e rientrando nella FederScout.
Un'altra scissione dalla Nuova ASCI si ebbe Civitavecchia nel 2004: essa portò alla nascita dei Boy Scouts of Italy (BSI), anch'essi confluiti per alcuni anni nella Federscout.
Una terza scissione dalla Nuova ASCI si ebbe il 28 settembre 2008 da parte di numerosi gruppi, che assieme ad altri gruppi fuoriusciti in precedenza dalla stessa associazione, fondarono l'AEGI.
L'uniforme consiste di camicia cachi per i maschi e azzurra per le ragazze. Maglione, pantaloni e gonne pantalone sono di colore blu notte.
La nuova ASCI è aperta anche alle donne, ma le unità rimangono rigorosamente separate. Infine, ha aggiunto le branche Castorini e MAS (Movimento Adulti Scout). Quest'ultima è una vera e propria quinta branca dell'Associazione, al contrario del Movimento Adulti Scout Cattolici Italiani (MASCI) che fu fondato da Mario Mazza come associazione separata dall'ASCI.

## Centri studi, associazioni e comunità scout interassociative

### Comunità Scout di Soviore

Logo della Comunità Scout di Soviore.

La Comunità Scout di Soviore è una libera aggregazione di giovani ed adulti che si riconoscono negli ideali dello scautismo, fondata presso il Santuario di Nostra Signora di Soviore il 7 novembre 1971 da alcuni capi dell'Associazione Scouts Cattolici Italiani e dell'Associazione Guide Italiane (AGI). Dalla sua fondazione dichiara di voler essere un punto di superamento delle divisioni che il Movimento Scout italiano ha sperimentato tra i primi anni settanta e gli anni novanta del XX secolo.
Questa comunità Scout è indipendente da ogni associazione Scout esistente ed è aperta a Capi, Rover e Scolte di lingua italiana di diverse associazioni, nonché a giovani ed adulti esterni allo scautismo che ne accettino lo stile di vita e di dialogo. I membri della Comunità non smettono in alcun modo di essere soci e membri della propria Associazione di provenienza, ma durante le attività della comunità scelgono di vivere le proprie differenze associative quali possibilità di confronto e crescita.
Obiettivo iniziale fu quello di proporre un cammino integrativo a quello proposto normalmente dalle associazioni scout (all'epoca ASCI ed AGI) e creare una occasione per la promozione di una coeducazione, intesa come dialogo tra persone, come modo di crescere insieme, come confronto, circolazione e scambio di idee e di opinioni, dentro e fuori l'Associazione.
In linea con questi ideali la comunità si propone come mezzo utile all'incontro di ragazzi di diversa provenienza associativa e territoriale, promuovendo un proficuo confronto su tematiche di carattere scout ed umano. Scopo della comunità è altresì quello di mantenere vivo uno scautismo fedele agli insegnamenti di Robert Baden-Powell e alla tradizione dello scautismo cattolico italiano, sicuro che questo spirito non sia "superato" e che questo tornare ad fontes sia utile a tutti i Rover e Scolte, ma soprattutto ai capi, per vivere e promuovere uno scautismo più maturo e fedele a sé stesso.
La comunità sente come propria la fede cristiana e si propone, tramite l'approfondimento della conoscenza religiosa ed attività di forte impatto spirituale, di stimolare i membri ad una fede sempre più intima e matura.
La Comunità Scout di Soviore non ha alcuna forma istituzionale, non ha né uno statuto né un registro di associati. Gli unici documenti ufficiali della Comunità esistenti sono l'"atto costitutivo" ed i volantini delle attività proposte dalla comunità.

Non è possibile quantificare i membri della comunità in quanto questa si basa sulla libera adesione dei propri membri: non esiste una formula di iscrizione e l'adesione è regolata dalla "partecipazione". 
(Atto costitutivo della Comunità, articolo 7)
 La struttura comunitaria si riscontra anche nella assenza di una gerarchia vera e propria: fin dalla fondazione l'unico incarico stabile della comunità è quello di Assistente Spirituale, ricoperto da don Marco Galli. Per le attività che richiedono un coordinamento (come le Route) vengono di volta in volta cooptati capi che si assumono il ruolo di preparazione o conduzione, in stretta collaborazione con l'assistente.
La comunità non ha alcun regolamento al di fuori della Legge Scout.
In linea con i propri propositi di promuovere un confronto tra Scout di diverse associazioni e provenienze territoriali e ritenendo che tale confronto sia incentivato e reso più fruttuoso dalla condivisione della Strada, luogo di scautismo "vissuto" e non solo "discusso", la comunità organizza due volte l'anno delle Route di Spiritualità.
Tali route cercano di proporre un rigoroso stile scout, percorsi di strada impegnativi, attività spirituali intense e liturgie molto curate. Sono incentrate sul metodo rover e indirizzate a novizi e novizie, rover, scolte e capi scout, e aperte anche a giovani ed adulti esterni al movimento che accettino di vivere il metodo e lo stile scout senza riserve. A tali Route, si possono quindi incontrare anche ex-scout, giovani seminaristi, genitori di scout incuriositi dalle attività vissute dai propri figli o persone affascinate da questo stile di vita o convinti dai propri fidanzati e compagni.
In tali incontri i partecipanti vengono riuniti in "unità di formazione" composte da 8-12 partecipanti di diversa provenienza territoriale ed associativa, guidate da un capo. Le unità di formazione degli adulti, per tradizione, sono definite "Compagnie di San Giorgio" ed il capo è detto Magister (o Magistra). Per precisa scelta metodologica, le unità sono unicamente maschili o unicamente femminili.
Negli anni '60 le Cinque Terre sono state una delle più frequentate mete di campi mobili di rover (e in parte minore scolte) di ASCI ed AGI. Molti di questi gruppi avevano scelto il santuario di Soviore come perno dove accostarsi alle liturgie, grazie alla presenza, quale Rettore del santuario, di don Sandro Crippa, sacerdote amante e forte estimatore dello scautismo. Così andò aumentando intorno al santuario il via vai di scout che chiedevano ospitalità per uscite di un fine settimana e, in misura maggiore, per "alcuni giorni di spiritualità" in occasione della Settimana Santa.
Tra il 23 e 24 marzo 1967 avvenne la prima Prima Route Regionale Ligure dell'ASCI, oltre 200 rover si riunirono così a Soviore per celebrare i riti del Giovedì e Venerdì Santo.
Dall'inizio degli anni '70 i riti della Settimana Santa cominciarono ad essere celebrati in tutta la loro completezza proprio per i Rover e le Scolte che ormai frequentano abitualmente il santuario in queste festività.
Il santuario diviene così sempre più un luogo denso di scautismo; qualcuno dice che in quel periodo era impossibile andare a Soviore senza vedere qualcuno in uniforme scout.
Tra il 4 ed il 7 novembre 1971 prese forma la comunità: un gruppo di partecipanti ad un Campo Scuola Lupetti, diretto da Pietro Paolo Severi, si ritrovò a Soviore in visita del loro Assistente Spirituale di campo don Sandro Crippa, per continuare a discutere alcune tematiche affrontate a Bracciano durante il Campo Scuola.
Al termine di questo incontro questo gruppo di capi, a cui se ne erano aggiunti altri, stilò e firmò un documento chiamato Atto costitutivo della Comunità di Soviore tra Educatori Scout. Primo Assistente Spirituale della comunità fu, fino alla sua morte, lo stesso don Sandro.
Il 15 giugno e 13 luglio 1974 si costituì, con le stesse finalità, il Centro Studi ed Esperienze Scout Baden-Powell.
La Comunità si impegnò per la sua costituzione ed in esso fin dall'inizio si riconobbe; il patrocinio del centro diventò subito molto importante per lo sviluppo della Comunità stessa.
Nel 1977 il Centro Baden-Powell decise di organizzare una Pasqua di Soviore con una Route dello spirito, dalla sera del mercoledì santo alla Veglia Pasquale. Essa venne aperta a tutti i Rover, le Scolte ed i Novizi di qualsiasi associazione scout nonché ad ospiti e simpatizzanti: nacquero così le Route di Soviore.
Tre anni dopo, nel 1980, visto il successo della Route di Pasqua e volendo offrire alle associazioni una proposta più radicale di strada sempre connotata a forte spiritualità, don Sandro lanciò le Route di Natale, da svolgersi non a Soviore ma ogni volta su un percorso diverso e sempre in luoghi fortemente legati ad una figura di riferimento spirituale. In queste occasioni, slegandosi dalla predominanza del tema liturgico che a Soviore è necessariamente pasquale, don Sandro poté iniziare ad aprire orizzonti di anno in anno nuovi, portando i rover e le scolte a essere compagni di strada di diverse figure di santi o ad approfondire taluni temi particolarmente arricchenti, come ad esempio la sessualità.
Altra peculiarità della Route di Natale fu fin dall'inizio l'incontro con varie realtà ecclesiali, in modo particolare comunità monastiche e vescovi. Questa scelta derivò dal desiderio di don Sandro di far capire agli scout la Chiesa anche nelle sue dimensioni meno facili da accettare, quali quella contemplativa e quella gerarchica. Culmine di tale proposito fu l'incontro con papa Giovanni Paolo II alla Route di Natale del 1985.
Conclusa la Route del 1992, le precarie condizioni di Salute di don Sandro lo spinsero a sospendere le Route di Natale, con l'eccezione del 1996 quando venne organizzata una route in preparazione del Giubileo del 2000.
Nel marzo 1999 la comunità venne scossa dalla notizia della morte del suo Assistente. Dopo lo smarrimento iniziale per la scomparsa di don Sandro, a fine 1999 un gruppo di capi si riunì a Soviore per commemorarlo. In quella swede, si decise di continuare con le route di Natale e Pasqua.
Nell'inverno dello stesso anno alcuni capi di diverse associazioni, normali frequentatori delle Route di Soviore, contattarono don Guido Gallese, sacerdote anch'esso attivo membro della Comunità di Soviore quale Rover, per riprendere le Route di Natale. Con una quarantina di partecipanti, ripresero quindi le attività di Natale con una route svoltasi a Roma in occasione del Giubileo.
Don Guido Gallese diventò in seguito Assistente anche delle Route di Pasqua e, durante la Route del 2002, rese noto come già nel 1995 don Sandro (spinto dalle proprie precarie condizioni di salute) avesse inteso designarlo come suo successore; gli aveva ceduto quale testimone nella simbolica staffetta un fermacarte in peltro (raffigurante un giglio su croce di Gerusalemme, simbolo dello scautismo cattolico) donatogli da un Rover delle Route.

### Scuola Nazionale Formazione Scout
La Scuola Nazionale di Formazione Scout è una piccola organizzazione interassociativa, non appartenente a nessuna associazione scout; è composta da docenti che appartengono o provengono da diverse associazioni (AGESCI, CNGEI, ASSORAIDER, ASSISCOUT, AE). Nasce nel 1994, ed ha costituito una serie di Brevetti che hanno, secondo l'organizzazione, queste caratteristiche:
- sono perfettamente uguali nel programma e nella verifica sia quelli organizzati per adulti (staff di reparto, senior o rover), sia quelli organizzati per le alte squadriglie;
- sono basati quasi esclusivamente su "Scautismo per Ragazzi", guidismo per ragazze, corso Gilwell per capireparto del '60;
- nel rilascio sono immutati, ovvero le prove prestate da allievi nel 1994 sono identiche a quelle richieste oggi.

Essendo una realtà interassociativa, riconosce quali docenti titolari tutti i capi brevettati, sia wood badge che wood beads; l'unico brevetto rilasciato dalla scuola è per la branca esploratori ed è basato sullo schema Gilwell. Non ha ovviamente alcun riconoscimento da Gilwell Park.
Dal 1994 al 2005 la SNFS ha rilasciato 74 brevetti.
L'attaccamento allo Scouting tradizionale, le ha permesso nel 2006 di essere riconosciuta dall'Order of World Scouts, fondato da Sir Francis Vane nel 1911. Lo stesso Vane che fondò lo scautismo in Italia.
I brevetti attivi sono:
- Scout Brevettato;
- Mastro Pioniere Brevettato;
- Mastro Escursionista Brevettato;
- Maestro dei Boschi Brevettato;
- Docente Ausiliario Brevettato;
- Docente Titolare Brevettato.

La Scuola opera attraverso i Centri di Addestramento (Order World Scouts Training Centre) in Val di Lentro (GE) e Batteria Cattaneo (TA).
Dal 2010 la scuola diviene il centro formativo ufficiale dell'Order of World Scouts, prevedendo l'apertura di suoi centri nelle nazioni in cui l'Ordine è presente.

## Scoutball
Lo scoutball, anche conosciuto come pallascalpo o pallascout, è uno sport di squadra. Come suggerisce il nome deve la sua origine al movimento scout, e da questo derivano le sue caratteristiche principali:
- è un gioco che non richiede strutture particolari o costose;
- cerca di limitare il contatto fisico e gli infortuni;
- fa affidamento sul comportamento leale dei giocatori e sul rispetto per l'arbitro.

A causa del suo legame con l'ambiente scout, organizzato in piccoli gruppi locali, il regolamento dello scoutball differisce in alcune regole da zona a zona, e ciò rende difficile individuarlo come uno sport unitario, anche se esiste un tentativo di unificare il regolamento, almeno nel nord Italia, da parte degli Amanti dello scoutball, gruppo interno all'Agesci che si occupa di mantenere attivo il gioco, organizzare tornei e cercare di diffondere un regolamento comune. Esistono comunque alcune caratteristiche che sono sempre presenti, come l'uso di un pezzo di stoffa infilato nei pantaloni e sporgente sui glutei, chiamato scalpo, da cui il nome "alternativo" pallascalpo. Lo scalpo è simile per caratteristiche ed uso alle bandierine del Flag football o alle tags del Tag rugby; come in questi sport lo scalpo è utilizzato per limitare il contatto fisico tra i giocatori.
Generalmente, lo scoutball è giocato da 7 giocatori su un campo in erba; scopo del gioco è portare la palla, mantenendone il contatto, oltre la linea di meta avversaria, segnando appunto una meta. Per fermare l'azione del giocatore che porta palla non è possibile bloccarlo fisicamente, ma è necessario scalparlo, ossia togliergli lo scalpo mentre ha la palla in mano; in seguito a ciò il giocatore scalpato rimette in gioco la palla, quindi esce dal campo fino alla meta successiva. Regole variabili a seconda del regolamento locale possono essere:
- presenza o meno del portiere
- modalità di movimento della palla (palleggio e passaggio in avanti accettati od esclusi)
- modalità di realizzazione della meta (palla appoggiata oltre la linea, palla portata dal giocatore oltre la linea, porta costituita da un alpenstock da abbattere lanciando la palla)
- suddivisione del campo in aree (area di porta, area di meta)
- dimensioni della palla (ovale tipo rugby, ovale piccola, tonda tipo pallamano)
- altro

Non esistono molte fonti scritte sullo scoutball, ed è per questo difficile rintracciarne le origini; si ha però notizia di un regolamento pubblicato in occasione del 7° Campo Nazionale Esploratori ASCI nel 1974, svoltosi a Cura di Vetralla sul Lago di Vico:
(Autore sconosciuto, dall'introduzione al regolamento)